# سام واربورغ
سام واربورغ (بالإنجليزية: Sam Warburg)‏ مواليد 29 أبريل 1983 في ساكرامنتو، هو لاعب كرة مضرب أمريكي سابق بدأ مسيرته كمحترف سنة 2005 وكان يلعب باليد اليمنى، اعتزل اللعب في 2009. أعلى تصنيف له في الفردي كان المركز الـ 132 في سنة 2008. أعلى تصنيف له في الزوجي كان المركز الـ 117 في سنة 2007.

## روابط خارجية
- سام واربورغ على موقع رابطة محترفي التنس (الإنجليزية)
- سام واربورغ على موقع الاتحاد الدولي لكرة المضرب (الإنجليزية)
- سام واربورغ على موقع خلاصة التنس.كوم (الإنجليزية)
- سام واربورغ على موقع إي إس بي إن.كوم (الإنجليزية)